# Тарасов, Максим Владимирович
Макси́м Влади́мирович Тара́сов (2 декабря 1970, Ярославль, РСФСР, СССР) — советский и российский легкоатлет, специалист в прыжках с шестом. Олимпийский чемпион, чемпион мира и Европы. Неоднократный чемпион России, обладатель текущего рекорда России в прыжках с шестом (6 м 5 см). Его лучший результат уступает лишь прыжкам Сергея Бубки, Стива Хукера и Рено Лавиллени.
Заслуженный мастер спорта СССР (1992).

## Биография
С 9 лет тренировался под руководством Алексея Борисовича Скулябина.
В 1987 году был включён в легкоатлетическую сборную СССР, в следующем году он стал вторым на мировом юношеском первенстве. Первый успех в крупных взрослых соревнованиях пришёл к нему на мировом первенстве в Токио в 1991 году, где он занял 3 место с результатом 5,85.
В 1992 году Максим Тарасов стал олимпийским чемпионом в составе Объединённой команды на Олимпийских играх в Барселоне с результатом 5,80, опередив товарища по команде Игоря Транденкова. Этому успеху в немалой степени способствовало то, что Сергей Бубка выбыл из олимпийского турнира, сенсационно не взяв начальную высоту.
На трёх последующих мировых первенствах Тарасов неизменно оказывался на пьедестале: в Штутгарте в 1993 году он стал третьим; в Гётеборге в 1995 году и в Афинах в 1997 году он выигрывал серебро, уступая Бубке в обоих случаях.
В 1998 году Тарасов выиграл чемпионат Европы, а в следующем году на мировом первенстве в Севилье он завоевал и долго ускользавший от него титул чемпиона мира с великолепным результатом 6 м 2 см, остающийся по сей день рекордом мировых чемпионатов. В том же году на соревнованиях в Афинах Тарасов установил рекорд России — 6 м 5 см.
На Олимпийских играх 2000 года в Сиднее Тарасов был главным фаворитом, однако наряду с ещё тремя участниками смог взять лишь высоту 5,90. Подсчёт попыток оставил Максима на третьем месте.
В 2001 году спортсмен получил тяжёлую травму на этапе суперсерии «Золотая Лига» в Монако и некоторое время спустя завершил карьеру. В 2003 году на традиционных соревнованиях «Русская зима» в Москве состоялись торжественные проводы спортсмена.
Долгое время жил в Будапеште. В 2002 году вернулся с семьёй в Ярославль. Женат, имеет двоих детей.